# Dorf Mecklenburg
Dorf Mecklenburg est une commune allemande située dans l'arrondissement du Mecklembourg-du-Nord-Ouest du Land de Mecklembourg-Poméranie-Occidentale. Elle est le chef lieu de l'amt de Dorf Mecklenburg-Bad Kleinen.

## Géographie
Dorf Mecklenburg est située entre le lac de Schwerin et Wismar.

## Quartiers
| - Karow - Kletzin - Moidentin | - Olgashof - Petersdorf - Rambow | - Rosenthal - Rothentor - Steffin |